# かねこみそ
かねこみそ株式会社は、徳島県板野郡藍住町に本社を置く、味噌を中心とした日本の調味料メーカーである。四国・中国地方・近畿地方を商圏エリアとする。

## 事業所
本社・工場
- 徳島県板野郡藍住町奥野字乾81-2

大阪営業所
- 大阪府吹田市垂水町3丁目4-27 山本ビル4F

岡山営業所
- 岡山県岡山市南区築港栄町29-23

## 沿革
- 1932年（昭和7年） 田中庫太郎、味噌製造業に着手
- 1948年（昭和23年）2月 味噌製造業に専念し企業化、阿波味噌株式会社設立
- 1971年（昭和46年） かねこみそ株式会社に社名変更。大阪営業所開設
- 1973年（昭和48年） 田中庫太郎、勲四等瑞宝章受章
- 1985年（昭和60年） 田中庫太郎 勲四等旭日小綬章受章。田中一郎、社長就任
- 1994年（平成6年） CI導入
- 1995年（平成7年） 全国味噌鑑評会にて"御膳味噌"が名誉審査長賞受賞
- 1998年（平成10年） 全国味噌鑑評会にて"御膳味噌"が全国味噌技術理事長賞受賞
- 1999年（平成11年） 全国味噌技術理事長賞受賞
- 2000年（平成12年） 名誉審査長賞受賞
- 2002年（平成14年） 全国味噌技術会長賞受賞、ISO14001認証を取得
- 2004年（平成16年） 全国味噌工業協同組合連合会会長賞受賞
- 2007年（平成19年） 社団法人中央味噌研究所理事長賞受賞
- 2010年（平成22年） 田中英太郎、社長就任

## 主な商品

### 味噌
- かねこみそ・あわせ
- かねこみそ・赤口
- 御膳みそ
- 白みそ
- 赤だし味噌
- こじゃんとうまい
- 減塩みそ
- 無添加樽仕込
- 無添加天然醸造みそ
- 無添加合わせみそ
- 減塩御膳みそデラックス

### 調理味噌
- 酢みそ
- からし酢みそ
- 田楽みそ
- かくし味の赤だし
- 親父の肴 にんにくみそ
- 親父の肴 いりこみそ
- 甘口もろみ
- 柚子もろみ
- おかずでっせ！いりこみそ

### 即席味噌汁
- カップみそ汁わかめ
- カップみそ汁とうふ
- カップみそ汁油揚げ
- 合わせみそ汁
- 低塩みそ汁

### その他調味料
- 塩麹
- 旨味塩麹
- 醤油麹
- こうじ漬の素
- 焼肉御膳甘口
- 焼肉御膳中辛
- 甘酒
- ぜんざい
- 鳴門金時入りぜんざい
- 冷やしぜんざい
- 鳴門金時入り冷やしぜんざい